# Eddie Monsieur
Eddie Monsieur (Aalst, 15 maart 1945) was een Belgisch syndicalist en politicus voor de BSP en diens opvolgers de SP en sp.a.

## Levensloop
Hij doorliep zijn secundair onderwijs aan het Koninklijk Atheneum van Aalst, alwaar hij economie studeerde. Tevens was hij in deze periode actief bij de ABVV-Kadetten en vervolgens ook de JongSocialisten te Aalst. Later volgde hij een opleiding maatschappelijk assistent aan de Arbeidershogeschool.
In 1969 werd hij hulpsecretaris voor de Algemene Centrale (AC) regio Aalst. Voor deze vakcentrale werd hij in 1982 gewestelijk secretaris. In 1990 werd hij ondervoorzitter voor deze regio van het ABVV en in 1999 werd hij voorzitter van het ABVV Zuid-Oost-Vlaanderen. 
Tevens was hij gemeenteraadslid te Aalst van 1971 tot 2006. Daarnaast was hij van 1977 tot 28 februari 1983 schepen van Jeugd, vrije tijd en sport in deze stad. Van 13 december 1982 tot 13 februari 1983 was hij tevens waarnemend burgemeester van deze stad.
Tussen 2004 en 2007 bekleedde hij 6 à 10 mandaten, waarvan 5 à 8 bezoldigd.